# Condado de Beaufort (Carolina do Sul)
O Condado de Beaufort é um dos 46 condados do Estado americano da Carolina do Sul. A sede do condado é Beaufort, e sua maior cidade é Beaufort. O condado possui uma área de 2 390 km² (dos quais 870 km² estão cobertos por água), uma população de 120 937 habitantes, e uma densidade populacional de 80 hab/km² (segundo o censo nacional de 2000). O condado foi fundado em 1769.